# Петрашин, Иван Матвеевич
Иван Матвеевич Петрашин (21 сентября 1904 года — 5 апреля 1985 года) — советский военный деятель, начальник политотдела 9-й пластунской стрелковой дивизии, полковник. Писатель.

## Биография
Родился 21 сентября 1904 года в селе Муравль (ныне — в Троснянском районе Орловской области) в семье крестьянина.

### Ранние годы
Начал работать с 6 лет подпаском сельского пастуха, батрачил у кулака. Первое образование получил в сельской прихолской школе.
С 1920 года в комсомоле. С 1924 года — на комсомольской работе — сначала в ячейке КСМ, затем в РК КСМ городов Артёмовск, Славянск, Енакиево. С 1928 года член ВКП(б).
С 1932 года член бюро ЦК ЛКСМ Украины (Харьков), секретарь Киевского горкома, затем Обкома комсомола.
С 1936 года в РККА. В 1938 году поступает по оргнабору в Военно-политическую академию имени В. И. Ленина. С 1940 года преподаватель Харьковского военно-политического училища РККА.

### В Великой Отечественной войне

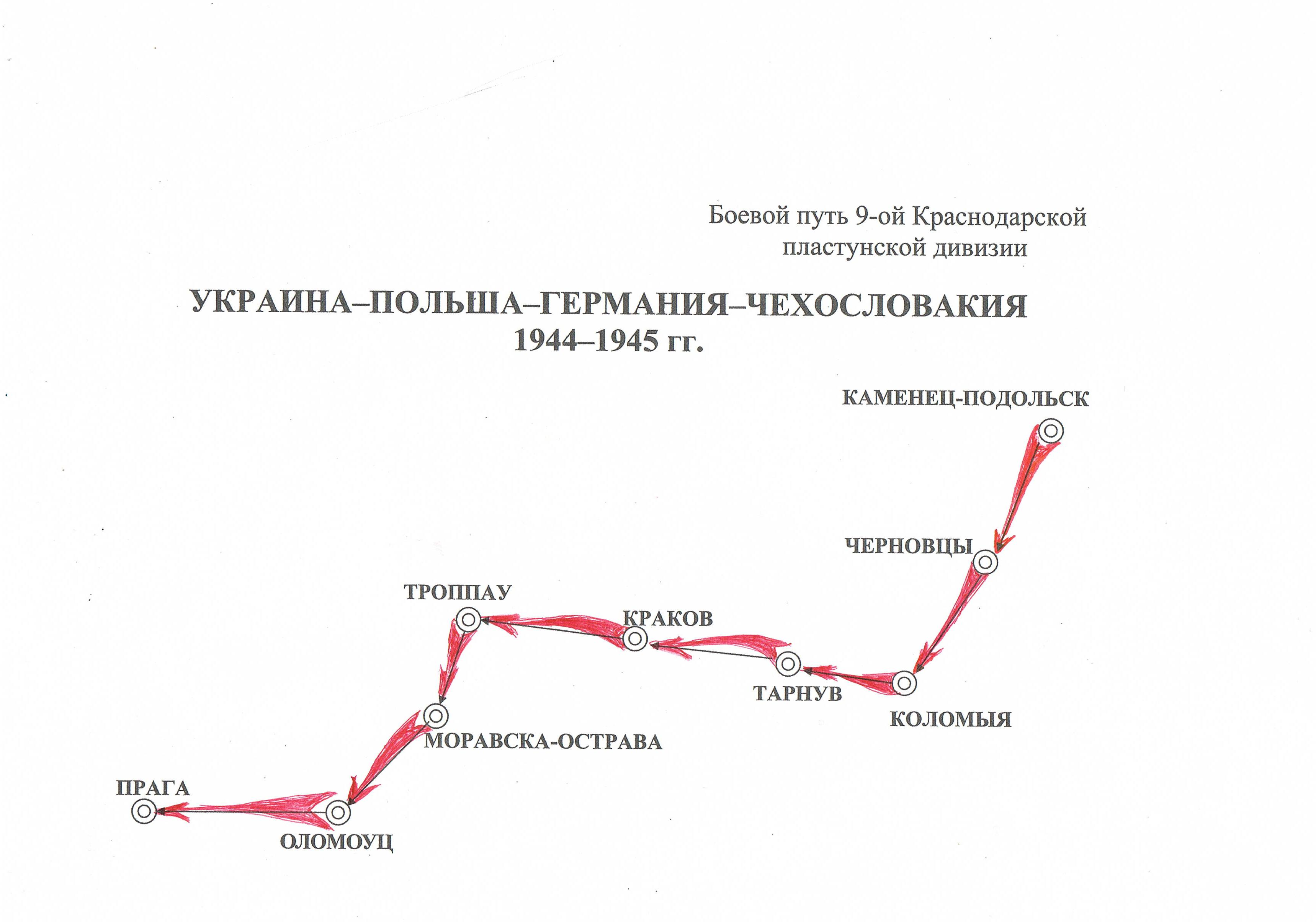
Боевой путь 9-й пластунской стрелковой Краснодарской Краснознамённой орденов Кутузова и Красной Звезды добровольческой дивизии имени Верховного Совета ССР Грузии Схема. 1943—1945

С 22 июня 1941 года в действующей армии, воевал в составе Южного фронта Юго-Западного фронта, Закавказского фронта.
- Комиссар 647-го стрелкового полка 216-й стрелковой дивизии
- Начальник политотдела 23-й истребительной противотанковой бригады
- 23 октября 1941 года получил ранение под Харьковом.
- С октября 1942 года — начальник оргинструктороского отдела политотдела 9-й армии Закавказский фронт.
- С октября 1943 года — начальник политотдела 9-й пластунской стрелковой дивизии.

Дивизия в составе Отдельной приморской армии участвовала в январе — феврале 1944 года в обороне Таманского полуострова.
В начале марта 1944 года была включена в состав 69-й армии 4-го Украинского фронта, в конце апреля в составе 18-й армии, а с 20-го августа 1-го Украинского фронта. Участвовала в Львовско-Сандомирской, Висло-Одерской, Верхне-Силезской, Моравско-Остравской и Пражской операциях, освобождении городов Краков, Ратибор (Рацибуж), Леобщютц (Глубчице), Троппау (Опава), Моравска-Острава (Острава).
Войну Петрашин закончил под Прагой.

### После войны
После войны продолжил службу в армии. Был начальником политотдела корпуса в Сахалинской области (Дальневосточный военный округ). Заместитель командующего Сибирским военным округом по политчасти. Главный военный советник в армии КНР.

### После службы в армии
C 1955 года в отставке по состоянию здоровья. Жил и работал в Краснодаре. Проводил активную общественную работу. Организовал и более 20-лет возглавлял ветеранскую организацию 9-й пластунской стрелковой Краснодарской Краснознамённой ордена Красной Звезды дивизии имени ЦИК ССР Грузии. Писатель. Издал несколько книг о пластунах Кубани.
Умер полковник И. М. Петрашин от фронтовых ран 5 апреля 1985 года. Похоронен в Краснодаре.

## Семья
- Жена — Анастасия Платоновна Паничева (23.07.1904-22.05.1982)
- Дочь — Тамара Ивановна Петрашина (Луговская) (28.09.1926 — 06.08.2015).
- Внуки: Петрашин Андрей Семёнович, Луговской Павел Петрович, Луговская Елена Петровна, Луговской Александр Петрович.

## Избранные труды
- Битва за Кавказ : К 40-летию освобождения Кубани от нем.-фашист. захватчиков : [Метод. реком.] : В помощь лекторам и докладчикам / О-во «Знание» РСФСР, Краснодар. краев. орг. ; [Подгот. И. М. Петрашин, Д. Г. Щербина, к. ист. н.]. — Краснодар: Б. и., 1983. — 20 с. — 500 экз.
- Петрашин И. М. Пластуны Кубани. — Краснодар : Кн. изд-во, 1977. — 222 с. — 20 000 экз.

## Награды
- два ордена Красного Знамени[2]
- два ордена Отечественной войны II степени (4.12.1944[3], 6.4.1985[1])
- два ордена Красной Звезды[4]

медали
- За боевые заслуги
- За оборону Кавказа (1944)
- За освобождение Праги
- В ознаменование 100-летия со дня рождения Владимира Ильича Ленина (6.4.1970)
- За победу над Германией в Великой Отечественной войне (9.5.1945[5])
- 20 лет Победы в Великой Отечественной войне 1941—1945 гг. (7.5.1965[6])
- 30 лет Победы в Великой Отечественной войне 1941—1945 гг.[7]
- 40 лет Победы в Великой Отечественной войне 1941—1945 гг.[8]
- Ветеран Вооружённых сил СССР
- 30 лет Советской Армии и Флота[9].